# Kašpar Vacek
Kašpar Vacek (1831 – 1891) byl rakouský a český mlynář a politik, v 70. a 80. letech 19. století poslanec Českého zemského sněmu, jeden z prvních zvolených zákonodárců za mladočeskou stranu.

## Biografie
Profesí byl mlynářem v obci Nedošín u Litomyšle. Roku 1862 založil v Nedošíně na podnět profesora Ant. Friče chov pstruhů s umělým vytíráním a líhnutím jiker. Brzy si získal věhlas a stal se vzorem dalších podobných farem ve východních Čechách; článek ve Světozoru z roku 1880 Vacka pochvalně zmiňuje jako „stařešinu v pěstování pstruhů“. Jeho rodinný podnik existuje v Nedošíně dodnes a je nejstarším takovým chovem v Čechách i v Evropě.
V 70. letech 19. století se zapojil i do zemské politiky. V doplňovacích volbách roku 1875 byl zvolen na Český zemský sněm za kurii venkovských obcí (obvod Litomyšl – Polička). Reprezentoval nově vzniklou mladočeskou stranu (Národní strana svobodomyslná), která odmítala pokračující bojkot zemského sněmu (pasivní rezistence) a která od doplňovacích voleb roku 1874 kandidovala samostatně, proti staročeským kandidátům. V doplňovacích volbách roku 1875 získali mladočeši dva nové mandáty (kromě Vacka přibyl do sněmu ještě Karel Sladkovský). Za týž obvod obhájil mandát i v řádných volbách roku 1878, opět za mladočeskou stranu.